# Gare de Pornichet
Gare de Pornichet – stacja kolejowa w Pornichet, w departamencie Loara Atlantycka, w regionie Kraj Loary, we Francji.
Stacja została otwarta w 1879 przez Chemins de Fer de l'État (Etat). Dziś jest stacją Société nationale des chemins de fer français (SNCF), obsługiwaną przez pociągi TGV Atlantique kursujące między Paryż-Montparnasse i Le Croisic oraz TER Pays de la Loire między Nantes i Le Croisic.